# Artemisia stracheyi
Artemisiella es un género monotípico perteneciente a la familia de las asteráceas. Su única especie: Artemisiella stracheyi, es originaria de Asia.

## Descripción
Es una planta herbácea alpina, no ramificada, que alcanza un tamaño de 20-30 cm de alto, con tallo sufrútice muy corto, pálido verdoso, surcado en posición vertical  grueso, de 2.5-3.5 cm de espesor, ramificados, horizontales a suberectos,  cubierta con las vainas de las hojas. Las hojas basales e inferiores  del tallo con 3-5 cm de largo peciolo, oblongas estrechas, lámina de 6-15 × 1,5-2 cm, 2-3-pinnatisectas, con lóbulos principales y suplentes lineal-oblongas, de 2.5-5 × 0,5 mm, ± agudos los últimos segmentos, las hojas superiores, simples y lineales,  de 1,5-3 × c. 1 mm, aguda. Las inflorescencias en capítulos  hemisféricos, de 10-12 mm de diámetro. Brácteas más o menos planas, color marrón-con margen escarioso, exterior ovado-elípticas, c. 3,5 × 2 mm, en las afueras cabelludas. Florecillas de color marrón claro. Floretes marginales menor que los discos, con 2 mm de largo. Los frutos son aquenios de 2,25 mm de largo.

## Distribución
Se encuentra en el norte de Himalaya del Norte por encima de los 4500 m s. n. m. (metros sobre el nivel del mar), en Pakistán, Nepal, India, sur de China, Xizang y Bután.

## Taxonomía
Artemisiella stracheyi fue descrita por (Hook.f. & Thomson ex C.B.Clarke) Ghafoor y publicado en Candollea 47(2): 642, f. 8. 1992.
Sinonimia
- Artemisia stracheyi Hook.f. & Thomson ex C.B.Clarke basónimo[4]